# Chillagoe-Mungana Caves National Park
Chillagoe-Mungana Caves National Park är en park i Australien. Den ligger i delstaten Queensland, omkring 1 400 kilometer nordväst om delstatshuvudstaden Brisbane.
Trakten runt Chillagoe-Mungana Caves National Park är nära nog obefolkad, med mindre än två invånare per kvadratkilometer.. Närmaste större samhälle är Chillagoe, nära Chillagoe-Mungana Caves National Park.
Omgivningarna runt Chillagoe-Mungana Caves National Park är huvudsakligen savann. Genomsnittlig årsnederbörd är 981 millimeter. Den regnigaste månaden är mars, med i genomsnitt 210 mm nederbörd, och den torraste är augusti, med 6 mm nederbörd.